# Bevis Mugabi
Bevis Kristofer Kizito Mugabi (ur. 1 maja 1995 w Harrow) – ugandyjski piłkarz grający na pozycji środkowego obrońcy. Od 2019 jest zawodnikiem klubu Motherwell.

## Kariera klubowa
Swoją karierę piłkarską Mugabi rozpoczął w juniorach Fulham. Następnie w 2011 roku podjął treningi w juniorach Southampton. W latach 2014–2016 był czołnkiem pierwszego zespołu Southampton, jednak nie zadebiutował w jego barwach w Premier League. W 2016 roku odszedł do grającego w EFL League Two, Yeovil Town. Swój debiut w nim zaliczył 13 sierpnia 2016 w zremisowanym 1:1 wyjazdowym meczu z Luton Town. W sezonie 2018/2019 spadł z nim do National League.
We wrześniu 2019 Mugabi przeszedł do szkockiego Motherwell. Swój debiut w nim zanotował 19 października 2019 w przegranym 0:3 domowym spotkaniu z Aberdeen.
| Sezon   | Klub        | Kraj    | Rozgrywki      | Mecze | Bramki |
| ------- | ----------- | ------- | -------------- | ----- | ------ |
| 2014/15 | Southampton | Anglia  | Premier League | 0     | 0      |
| 2015/16 | Southampton | Anglia  | Premier League | 0     | 0      |
| 2016/17 | Yeovil Town | Anglia  | League Two     | 31    | 1      |
| 2017/18 | Yeovil Town | Anglia  | League Two     | 22    | 2      |
| 2018/19 | Yeovil Town | Anglia  | League Two     | 32    | 1      |
| 2019/20 | Motherwell  | Szkocja | Premier League | 10    | 0      |
| 2020/21 | Motherwell  | Szkocja | Premier League | 23    | 2      |
| 2021/22 | Motherwell  | Szkocja | Premier League | 31    | 2      |

## Kariera reprezentacyjna
W reprezentacji Ugandy Mugabi zadebiutował 24 marca 2018 roku w wygranym 3:1 towarzyskim meczu z Wyspami Świętego Tomasza i Książęcej, rozegranym w Kampali. W 2019 roku został powołany do kadry do na Puchar Narodów Afryki 2019. Wystąpił w nim w trzech meczach: grupowych z Demokratyczną Republiką Konga (2:0) i z Zimbabwe (1:1) oraz w 1/8 finału z Senegalem (0:1).